# گوئیژو ایرلاینز
گوئیژو ایرلاینز (به انگلیسی: Guizhou Airlines) یک شرکت هواپیمایی با کد یاتا G4 بود که در ۱۹۹۱ میلادی تأسیس شده‌بود. دفتر مرکزی گوئیژو ایرلاینز در گوئیانگ، گوئیژو، جمهوری خلق چین قرار داشت.
این شرکت هواپیمایی در ۱۹۹۸ میلادی با هواپیمایی جنوبی چین ادغام شد.